# 圣勒里娜
圣勒里娜（法語：Sainte-Lheurine，法語發音：[sɛ̃t lœʁin]）是法国滨海夏朗德省的一个市镇，位于该省东部偏南，属于容扎克区。

## 地理
圣勒里娜（45°31'53"N, 0°21'55"W）面积17.78 平方千米，位于法国新阿基坦大区滨海夏朗德省，该省份为法国西部滨海省份，北起旺代省，西临大西洋，南至吉倫特省，东南接多爾多涅省，东北接德塞夫勒省接壤，东临夏朗德省。
与圣勒里娜接壤的市镇（或旧市镇、城区）包括：内河畔圣帕莱、阿尔希亚克、阿尔特纳克、热尔米尼亚克、雅纳克香槟、讷亚克、特雷夫勒河畔雷欧。

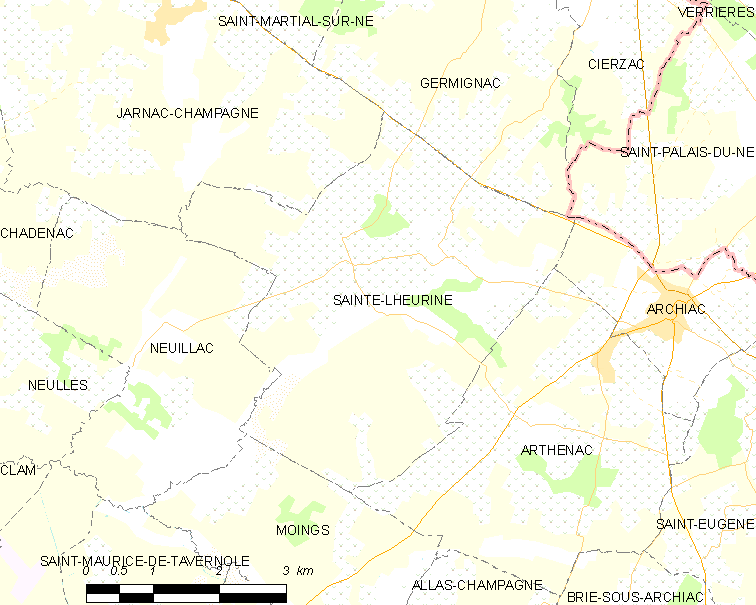
圣勒里娜的OSM定位图

圣勒里娜的时区为UTC+01:00、UTC+02:00（夏令时）。

## 行政
圣勒里娜的邮政编码为17520，INSEE市镇编码为17355。

## 政治
圣勒里娜所属的省级选区为容扎克县。

## 人口

1962-2008年间圣勒里娜人口变化图示

圣勒里娜于2022年1月1日时的人口数量为527人。